# Oceanapia incrustata
Oceanapia incrustata är en svampdjursart som först beskrevs av Arthur Dendy 1922.  Oceanapia incrustata ingår i släktet Oceanapia och familjen Phloeodictyidae.
Artens utbredningsområde är Indiska oceanen. Inga underarter finns listade i Catalogue of Life.